# Kinder- und Jugendspartakiade

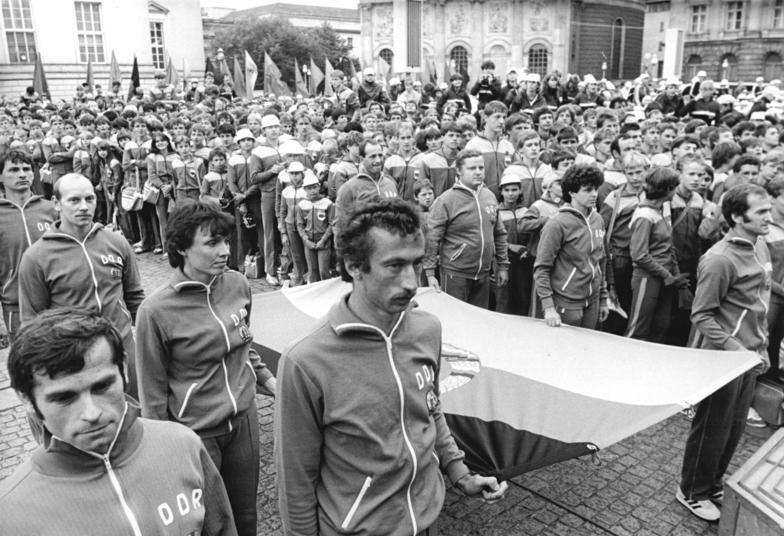
Eröffnung der 10. Kinder- und Jugendspartakiade der DDR am 22. Juli 1985

Die Kinder- und Jugendspartakiaden waren in der Deutschen Demokratischen Republik (DDR) und den anderen Ländern des Ostblocks regelmäßig veranstaltete Sportwettkämpfe. Sie sollten Kinder und Jugendliche zu regelmäßiger sportlicher Betätigung anhalten, dienten aber auch der frühzeitigen Erkennung potenzieller Leistungssportler.
Die Spartakiaden waren, zusammen mit den Kreis-, Bezirks- und DDR-Meisterschaften sowie dem Pionierpokal, die wichtigsten sportlichen Wettbewerbe im Kinder- und Jugendbereich in der DDR. Es fanden Vorwettkämpfe, Kreisspartakiaden, alle zwei Jahre Bezirksspartakiaden und die zentralen Spartakiadewettkämpfe statt.

## Entwicklung

7. Kinder- und Jugendspartakiade
Briefmarke der Deutschen Post der DDR, (1979)

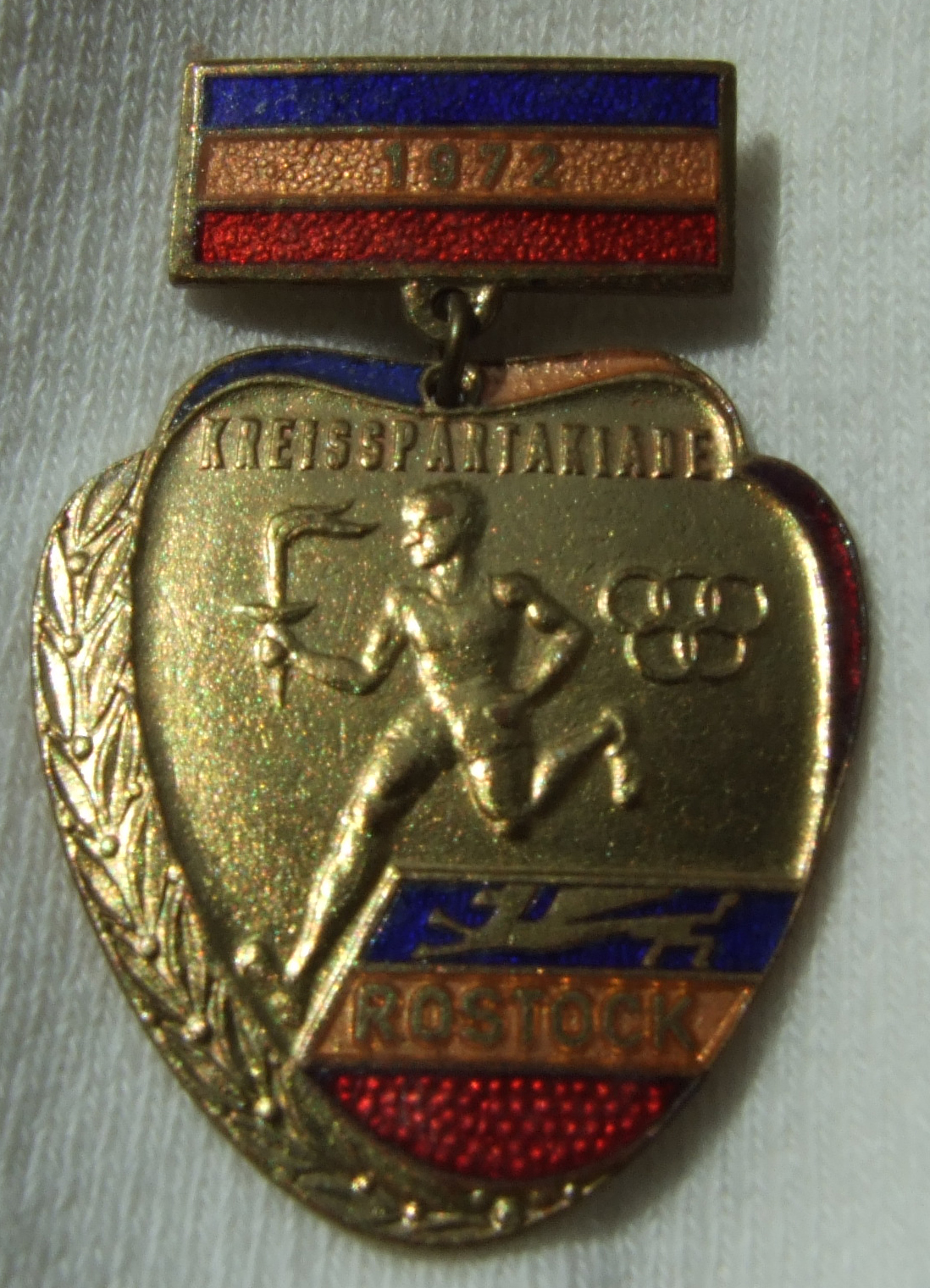
Medaille der Kreisspartakiade Rostock 1972

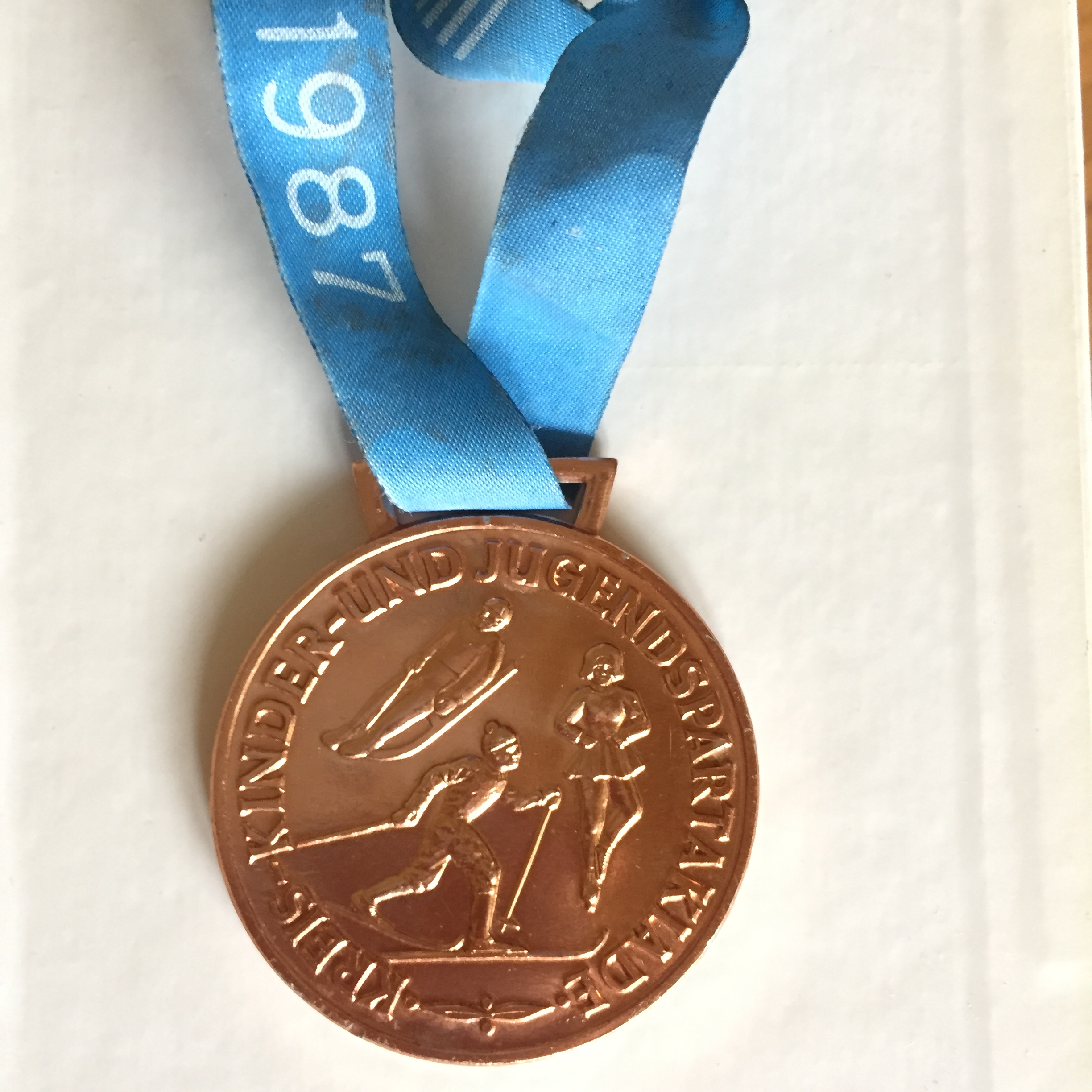
Bronzemedaille Kreisspartakiade 1987 (Wintersport)

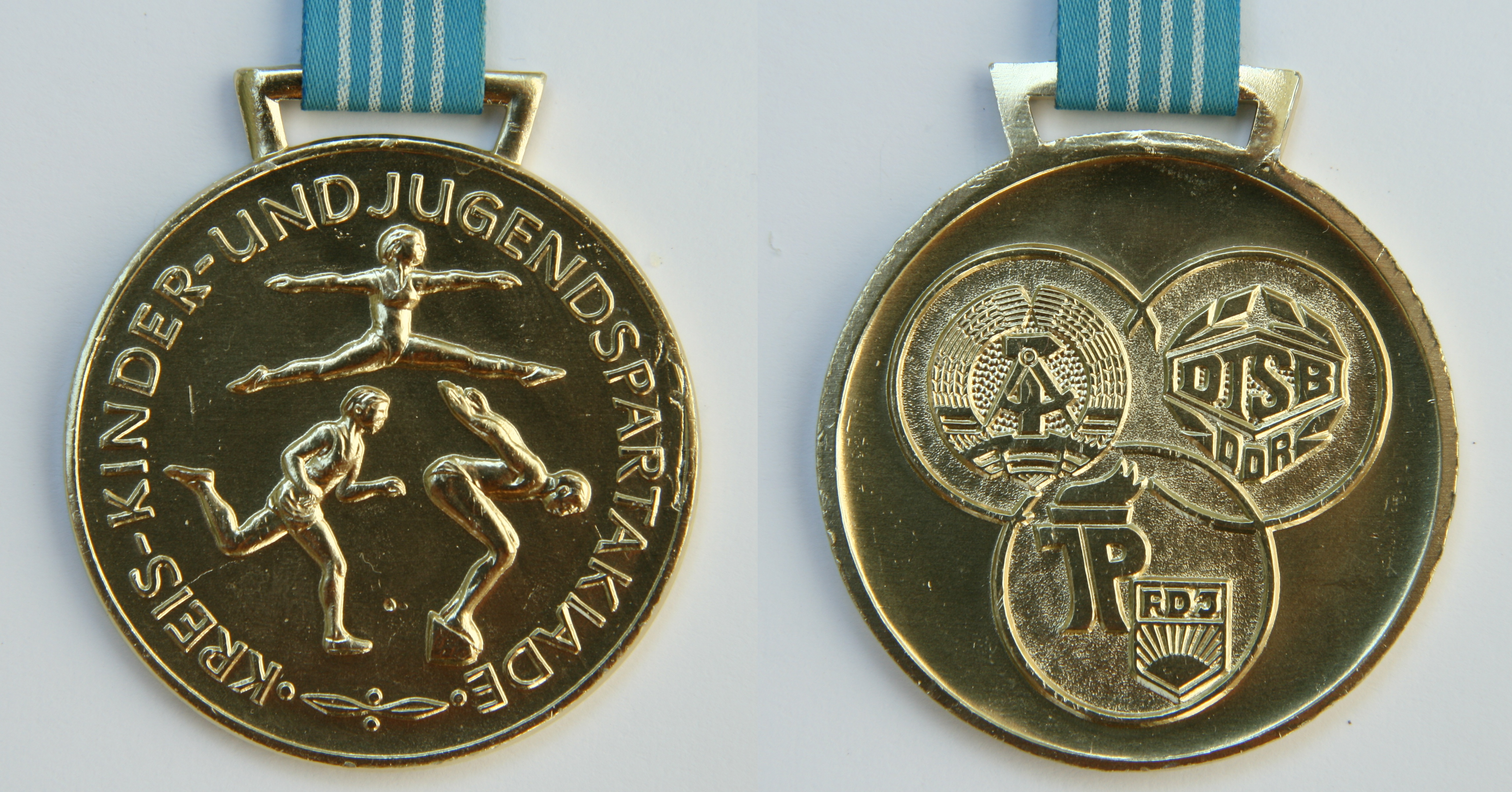
Goldmedaille Kreisspartakiade 1988

Die bei den anfänglich für Kinder konzipierten Pionierspartakiaden gemachten Erfahrungen führten 1964 zur Idee, eine Sportveranstaltung und Wettkampfform zu entwickeln, die in allen wichtigen Sportarten möglichst alle Kinder und Jugendlichen der DDR anspricht. Man wollte damit Eigenschaften von Breitensport und Leistungssport verbinden. Es war gleichzeitig Teil der Jugendarbeit. Das Konzept wurde von der SED-Sportführung entwickelt und finanziert und von den Massenorganisationen des Sports (DTSB, GST) und der Jugend (FDJ, Pionierorganisation) durchgeführt. In den Kreisen, Bezirken und größeren Städten der DDR bildeten sich Spartakiadekomitees, bestehend aus diesen vorgenannten Trägern, und aus Vertretern der SED und der örtlichen staatlichen Leitungen.
Mit dem Ende der DDR und der Umstrukturierung des DDR-Sportsystems brachen auch die Organisationsstrukturen der Spartakiaden zusammen. In den ostdeutschen Bundesländern werden inzwischen Kinder- und Jugendsportspiele durchgeführt, die sich auf die Tradition der Kinder- und Jugendspartakiade beziehen. Vereinzelt wurden auch weiterhin Wettkämpfe unter der Bezeichnung Kinder- und Jugendspartakiade veranstaltet.

## Zentrale Kinder- und Jugendspartakiaden der Sommersportarten von 1966 bis 1989
- 1966 (24. bis 31. Juli): I. Kinder- und Jugendspartakiade in Berlin
- 1968 (23. bis 28. Juli): II. Kinder- und Jugendspartakiade in Berlin
- 1970 (20. bis 26. Juli): III. Kinder- und Jugendspartakiade in Berlin
- 1972 (24. bis 30. Juli): IV. Kinder- und Jugendspartakiade in Berlin
- 1975 (21. bis 27. Juli): V. Kinder- und Jugendspartakiade in Berlin
- 1977 (25. bis 31. Juli): VI. Kinder- und Jugendspartakiade in Leipzig (zusammen mit dem VI. Turn- und Sportfest)
- 1979 (23. bis 30. Juli): VII. Kinder- und Jugendspartakiade in Berlin
- 1981 (20. bis 26. Juli): VIII. Kinder- und Jugendspartakiade in Berlin
- 1983 (25. bis 31. Juli): IX. Kinder- und Jugendspartakiade in Leipzig (zusammen mit dem VII. Turn- und Sportfest)
- 1985 (22. bis 28. Juli): X. Kinder- und Jugendspartakiade in Berlin
- 1987 (27. Juli bis 2. August): XI. Kinder- und Jugendspartakiade in Leipzig (zusammen mit dem VIII. Turn- und Sportfest)
- 1989 (24. bis 30. Juli): XII. Kinder- und Jugendspartakiade in Berlin

## Begriff
Der Name ist laut dem Deutschen Universalwörterbuch (Dudenverlag 1996) eine Ableitung aus Olympiade und Spartakist bzw. Spartakus. Als Spartakisten bezeichnete man die Angehörigen des Spartakusbundes (1916–1919), der sich seinerseits nach Spartacus, dem Anführer des dritten Aufstandes gegen die Sklavenhaltergesellschaft, benannt hatte.
Spartakiaden hießen aber auch teilweise Sportveranstaltungen und -wettkämpfe der Arbeiter, Kinder und Jugendlichen in nicht-sozialistischen Staaten seit 1917. In der UdSSR und anderen sozialistischen Staaten und deren Nachfolgestaaten nach 1990 heißen die Sportwettkämpfe weiterhin so.